# Yattaman - Il film
Yattaman - Il film (ヤッターマン?, Yattāman) è un film del 2009 di Takashi Miike, live-action della serie animata Yattaman  prodotta da Tatsunoko.
In Italia il film fu distribuito nelle sale nel 2011 da Officine UBU.

## Trama
Ganchan e la sua ragazza Janet costruiscono straordinari robot e quando il mondo è in pericolo si trasformano in Yatta 1 e Yatta 2, i supereroi Yattaman. L'occasione per una nuova impresa si presenta quando la giovane Shoko chiede il loro aiuto per ritrovare il padre, scomparso in Norvegia mentre era sulle tracce di uno dei quattro frammenti della potente Pietra Dokrostone. Qualcun altro è infatti alla ricerca della mitica Pietra. Si tratta degli acerrimi nemici degli Yattaman: il trio Drombo, composto dalla bellissima e perfida Miss Dronio, e dai suoi tirapiedi Boyakki e Tonzula. I Drombo, con l'aiuto del misterioso Dottor Dokrobei ingaggiano con gli Yattaman una dura battaglia per il possesso della Dokrostone e per il destino del mondo.
Dopo i titoli di coda è presente l'anticipazione di un possibile sequel, realizzata sulla falsariga di quelle degli episodi settimanali degli anime, con alla fine Yatta 1 che dà al pubblico appuntamento alla prossima puntata.

## Distribuzione
Il film è stato proiettato in anteprima il 6 febbraio 2009 a New York in occasione del Comic- con ed è uscito nelle sale cinematografiche giapponesi il 7 marzo. È stato proiettato in Italia il 2 maggio 2009 in occasione del Far East Film Festival di Udine in versione sottotitolata.
La versione localizzata in lingua italiana è stata distribuita presso alcune sale cinematografiche da Office UBU il 28 gennaio 2011, e l'adattamento è avvenuto in collaborazione con il fan club italiano Newbokan, utilizzando (in accordo con il produttore) un adattamento fedele alla terminologia della serie animata.

### Edizione home video
In Italia il DVD del film è stato reso disponibile per il noleggio 9 febbraio 2011, diventando poi disponibile per la vendita il mese successivo con i seguenti contenuti speciali:
- Making of del film
- Scene tagliate
- Fotogallery
- Bozzetti dal set
- Biografia video del regista Takeshi Miike
- Trailer vari[2]

## Differenze con la serie animata
La storia del film riprende quella della prima serie, difatti il Trio Drombo è alla ricerca della pietra Dokrostone e non degli anelli Dokroring, come nella seconda (sebbene la sequenza che mostra la produzione dei minirobot nel corpo di Yattacan e il fratello di Dokrobei che appare alla fine siano effettivamente tratti dall'ultima serie). Nel film, però, la pietra non è il corpo originale di Dokrobei, ma un potentissimo amuleto in grado di alterare lo spazio-tempo; di conseguenza, anche il personaggio di Dokrobei cambia radicalmente: oltre a dimostrarsi più malvagio, non viene fatto riferimento ad una sua origine aliena e sembra essere un'entità in grado di possedere i corpi altrui.

## Incassi
Yattaman uscì il 7 marzo 2009 in Giappone, debuttando al primo posto in classifica con 543 milioni di yen d'incasso. Al termine, il film ha racimolato in patria oltre 3 miliardi di yen (circa 24 milioni di euro), divenendo il 14° maggiore incasso della stagione.